# قسم النقل لمدينة نيويورك
قسم النقل لمدينة نيويورك (بالإنجليزية: New York City Department of Transportation)‏ وهي وكالة حكومية لمدينة نيويورك  وهي المسؤولة عن إدارة أغلب البنية التحتية للمواصلات في مدينة نيويورك، بولي ترونبيرغ هي المفوض لقسم النقل تم تعيينها من قبل العمدة بيل دي بلاسيو في 1 يناير 2014.

## نظرة عامة
مسؤوليات قسم النقل تتضمن الإصلاحات اليومية لشوارع المدينة، الطرق السريعة، الجسور، وأرصفة المشاة. وهو أيضاً مسؤول عن تركيب وصيانة العلامات المرورية، الإشارات المرورية، و إنارة الشوارع.
يراقب قسم النقل تهيئة الشوارع، إصلاح الحفر، تركيب وصيانة عداد انتظار السيارات، وإدارة مرافق مواقف السيارات، وتقوم بتشغيل فيري جزيرة ستاتن